# Konrad-Klepping-Berufskolleg
Das Konrad-Klepping-Berufskolleg (KKB) ist ein kaufmännisches Berufskolleg in Dortmund, in dem neben beruflichen Abschlüssen auch allgemeinbildende Abschlüsse erworben werden können. Der Namensgeber Konrad Klepping war Hansekaufmann und Wegbereiter des Bankwesens. Er steht für Tradition und eine der jeweiligen Zeit angemessene Zukunftsorientierung in der Berufsausbildung.

## Geschichte

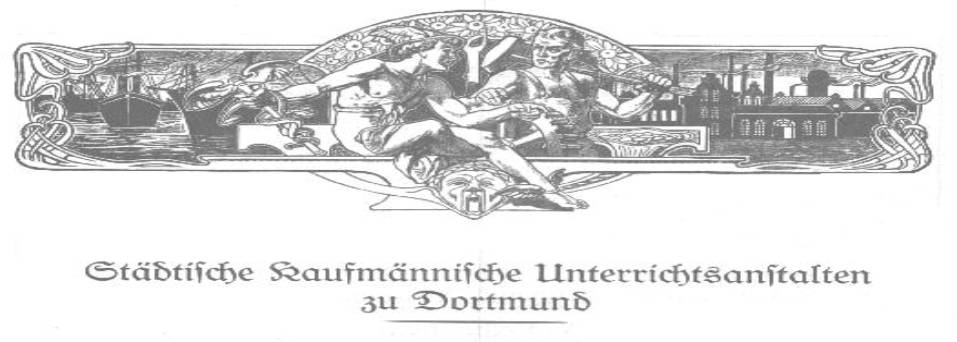
Altes Logo

1888 führten zunehmende Klagen über die Unzulänglichkeiten in der theoretischen Ausbildung zur Einrichtung einer „Kaufmännischen Fortbildungsschule“ in Abendform. Träger waren die Handelskammer und die Stadt Dortmund. Eine Schulpflicht bestand noch nicht. 1899 entstand die Höhere Handelsschule als zusätzliche Vollzeitschule. Sie war zunächst nur für männliche Schüler zugelassen. 1905 wurde im Deutschen Reich die Berufsschulpflicht für die „Kaufmännische Fortbildungsschule“ durchgesetzt. 1907 konnten Mädchen die beiden eingerichteten Schulformen besuchen. 1910 nannte sich die neue Berufsschule in „Städtische Kaufmännische Unterrichtsanstalten“ um. Ihr wurde eine einjährige Handelsschule als Zubringer angegliedert, zunächst nur für Mädchen. 1911 setzte sich aber die Einsicht durch, dass es auch Jungen gab, die ohne Grundbildung keine Lehre durchstehen konnten und der zweijährige Bildungsgang -„Handelsschule“ entstand. 1926 konnten erstmals die verschiedenen zusammengehörigen kaufmännischen Schulen, die bis dahin an 14 Standorten arbeiten, räumlich zusammengefasst werden. Ein Neubau an der Gronaustraße wurde zum Ursprung des heutigen Zentrums der Berufskollegs.

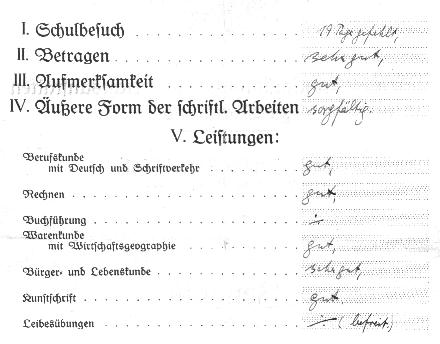
Zeugnis von 1926

Nach der Machtergreifung von 1933 feierte Direktor May laut Konferenzprotokoll den „Sieg der nationalen Revolution im gesamten deutschen Sprachgebiet“. Die Lehrer wurden angehalten, auf den Hitlergruß zu achten. Bereits am 11. Oktober 1933 wurden „Mein Kampf“ und „Einführung in die Rassenkunde“ für den Unterricht empfohlen. Die Schule konzentrierte sich bei den Vollzeitschulen nicht mehr auf die Höhere Handelsschule, sondern auf die Handelsschule, die mit der Mittleren Reife (dem „Einjährigen“, der Berechtigung zum nur-einjährigen Militärdienst) abschloss. Das neue Fach „Staatsbürgerkunde“ entstand als Indoktrination. 1934 kamen Hitlerjugend und BDM in Uniform zur Schule. Mehr als die Hälfte der Schüler und alle Lehrer gehörten nationalsozialistischen Organisationen an. Ab 1939 stand alles im Zeichen des Krieges. Die Schüler wurden als Ersatz für die Soldaten in den Geschäften gebraucht und der Unterricht war unregelmäßig. Dafür mussten z. B. Spenden für den Geburtstag des Führers Adolf Hitler gesammelt werden. Jungen brachen ihre Ausbildung ab; sie werden zu militärischer Ausbildung gedrängt. 1943 wurden wegen der Luftangriffe 200 Schüler der Vollzeitschulen, Handels- und Höheren Handelsschule, mitsamt ihren Lehrern in den Schwarzwald nach Triberg und Titisee evakuiert. Die Schulgebäude waren 1944 schon vor dem letzten großen Angriff auf die Innenstadt vollkommen zerstört. Nach dem 18. September 1944 war der Schulbetrieb komplett eingestellt.
13 Lehrerinnen und sechs Lehrer begannen 1946 wieder mit dem Unterricht an verschiedenen Standorten. Das Angebot der Schulspeisung war Anreiz zum Schulbesuch. 1947 wurde unter dem neuen Schulleiter Baumgardt die Staatsbürgerkunde als „Bürgerkunde“ beibehalten und Prüfungsfach. 1949 werden die Banken- und Steuerfachklassen eingerichtet. Der Wiederaufbau des Schulblocks an der Gronaustraße begann.

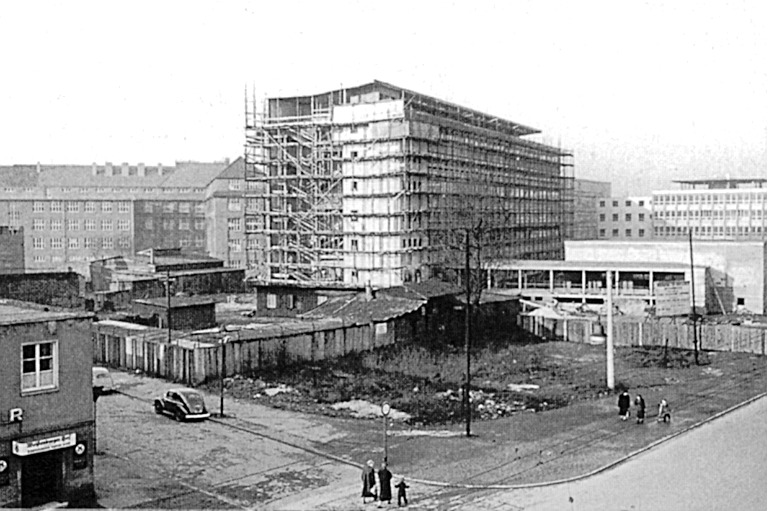
Schulgebäude während der Bauphase

Ein Schulhaus an Robert-Koch-Straße, die Berswordtschule wurde 1951 der wieder „Kaufmännischen Unterrichtsanstalten“ genannten Schule zur Verfügung gestellt. Es existierten noch fünf Außenstellen mit über 8000 Schülern. Nur 8 Stunden Berufsschule konnten erteilt werden. 1956 fanden die verstreuten Ableger durch den Neubau wieder zusammen.

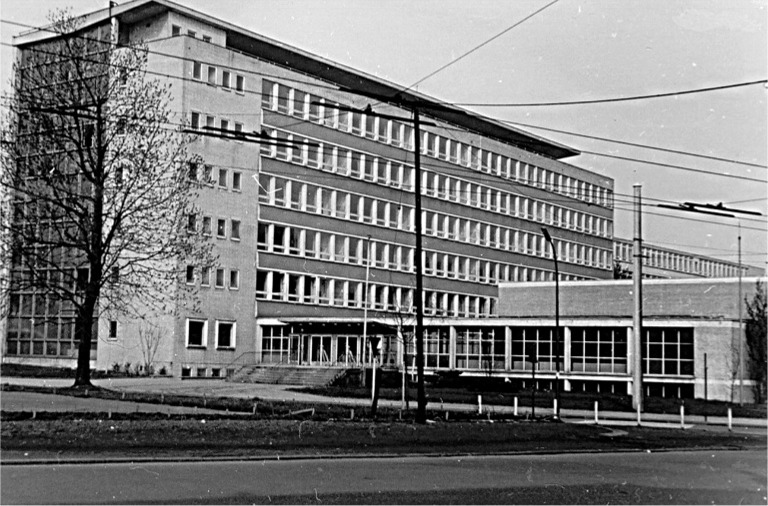
Fertigstellung 1956

1958 beschloss der Rat die Teilung der „Kaufmännischen Unterrichtsanstalten“ in zwei selbständige Schulen. Danach wurde das spätere KKB als „Kaufmännische Schulen I“ geführt. 1960 erhielten erstmals vier Absolventen der Höheren Fachschule für den Industriekaufmann die beschränkte Hochschulreife. 1973 verfügte der Rat der Stadt erneut eine Teilung. Das spätere Konrad-Klepping-Berufskolleg behielt den Namen „Kaufmännische Schule I“. 1970 führte die Schule die Fachoberschule für Wirtschaft (Klasse 12) ein. 1982 konnten nach einer Spende der Sparkasse die ersten Computer für Schulzwecke eingesetzt werden. 2007 verfügte das KKB über mehr als 400 PC-Arbeitsplätze.
1999 führten landespolitische Veränderungen in NRW, vor allem das Berufskolleggesetz von 1997, zur Umwandlung in das „Konrad-Klepping-Berufskolleg“. 2004 wurde das KKB im Rahmen des Modellvorhabens „Selbständige Schule Nordrhein-Westfalen“ in eine Selbständige Schule umgewandelt.

## Name

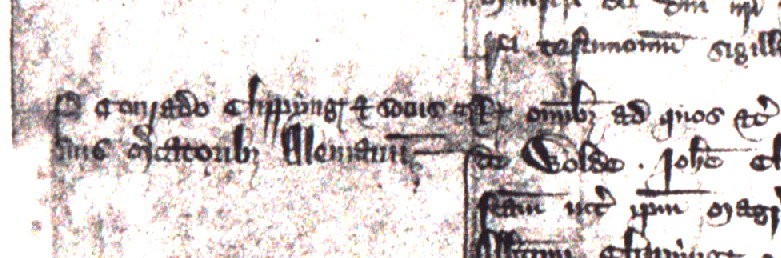
Englisches Staatsarchiv: Dank des Edward III für „Conradus Clipping“ und andere Kaufleute aus „Almain“ (Deutschland)

Konrad Klepping war ausweislich der Geschichte der Stadt Dortmund und der im englischen Staatsarchiv Public Record Office aufbewahrten Dokumente ein Vertreter der Hanse, deren Dortmunder Sektion zu den bedeutendsten im Spätmittelalter zählte.  Dortmund hatte besondere Bedeutung für den Englandhandel, bei dem die Stadt zugleich als erste in Deutschland im großen Stil Bankgeschäfte tätigte.
Konrad Klepping gehörte zu dem Konsortium Dortmunder Kaufleute, denen Mitte des 14. Jahrhunderts sämtliche englischen Zolleinnahmen und auch die Königskrone verpfändet waren. Der Name Klepping taucht auch wiederholt in den Ratslisten und als Bürgermeister während dieser Blütezeit der Stadt auf. Konrad Klepping starb in London als Berater des bedeutenden englischen Königs Edward III.